# Worcester County (Maryland)
Worcester County is een county in de Amerikaanse staat Maryland.
De county heeft een landoppervlakte van 1.226 km² en telt 46.543 inwoners (volkstelling 2000). De hoofdplaats is Snow Hill.